# 배틀 로얄 2: 레퀴엠
《배틀 로얄 2 - 레퀴엠》(Requiem , 鎭魂歌: Battle Royale II)은 일본에서 제작된 후카사쿠 켄타 감독의 2003년 액션 영화이다. 후지와라 타츠야 등이 주연으로 출연하였다.
McKoy Sugie는 이 영화를 소설화했다.

## 출연

### 주연
- 후지와라 타츠야
- 마에다 아이
- 오시나리 슈고
- 타케우치 리키